# وودلندز (کالیفرنیا)
وودلندز (به انگلیسی: Woodlands) یک منطقهٔ مسکونی در ایالات متحده آمریکا است که در شهرستان سن لوییز اوبیسپو، کالیفرنیا واقع شده‌است. وودلندز ۴٫۲۸۳ کیلومتر مربع مساحت و ۵۷۶ نفر جمعیت دارد و ۸۵٫۹۵ متر بالاتر از سطح دریا واقع شده‌است.